# Argentochiloides xanthodorsellus
Argentochiloides xanthodorsellus là một loài bướm đêm trong họ Crambidae.